# Distretto di Sai Kung
Il distretto di Sai Kung (o Sai Kung District, in cinese semplificato 西贡区, in cinese tradizionale 西貢區, in mandarino pinyin Xīgòng Qū) è uno dei 18 distretti di Hong Kong, in Cina.